# Universala Asocio de Blindaj Esperantistoj
Die Universala Asocio de Blindaj Esperantistoj (UABE) war eine internationale Vereinigung blinder Esperantisten, die 1923 im Rahmen des Vierten Kongresses der blinden Esperantisten in Wien gegründet wurde.

## Geschichte
Mit Unterstützung des französischen Augenarztes Émile Javal übertrugen der taubblinde Schwede Harald Thilander und der Franzose Théophile Cart das Esperanto-Alphabet in Braille. Im Jahr 1904 begann Cart mit der Herausgabe eines monatlichen Esperanto-Magazins in Braille. Das Esperanta Ligilo wurde zu einem Erfolg und führte zur Gründung zahlreicher regionaler Gruppen blinder Esperantisten. Nachdem drei ähnliche Kongresse seit 1921 die Stiftung vorbereitet hatten, kam es 1923 zur Gründung der Universala Asocio de Blindaj Esperantistoj.
Der Verein kann als Vorläufer des 1951 gegründeten Vereins Ligo Internacia de Blindaj Esperantistoj (LIBE)
angesehen werden.
Die deutschsprachige Unterorganisation Esperanto-Blindulligo de Germanujo (EBLoGo) wurde bereits 1921 auf dem Kongress in Prag u. a. von Julius Hasselbach gegründet.

## Erster Vorstand
UABE begann mit dem folgenden Vorstand: Präsident Josef Kreitz, Deutschland, zweiter Präsident Paul Remy, Frankreich, erster Sekretär Victor Hendrich, Seher, Belgien, zweiter Sekretär Anni Friman, Finnland, Schatzmeister William Percy Merrick, England, Herausgeber Harald Thilander, Schweden, Berater: Professor Stanislav Stejskal.

## Publikationen
Die erste Aktion von UABE war die Veröffentlichung der in Schwarzschrift gedruckten Zeitung Ligilo por Vidantoj, die von 1925 bis 1933 erschien.

## Material
- Mitgliedsantrag für UABE von 1925 (esperanto)